# لیتراسن
لیتراسن(به انگلیسی: Litracen) (N-7،049) یک ضدافسردگی سه‌حلقه‌ای است که هرگز به بازار عرضه نشد.